# HD99831
HD99831 — хімічно пекулярна зоря спектрального класу A4, що має видиму зоряну величину в смузі V приблизно  8,9.
Вона  розташована на відстані близько 432,0 світлових років від Сонця.